# Madurantakam
Madurantakam o Maduranthakam (tamil: மதுராந்தகம் [madɯɾaːn̪daɡam]) es una ciudad de la India en el distrito de Chengalpattu, estado de Tamil Nadu.
En 2011, el municipio que forma la ciudad tenía una población de 30 796 habitantes.
Se ubica a medio camino entre Chennai y Puducherry sobre la carretera 32.

## Geografía
Está ubicada a una altitud de 31 m s. n. m., a 87 km de la capital estatal, Chennai, en la zona horaria UTC +5:30.